# Relazioni bilaterali tra Israele e Siria
Le relazioni bilaterali tra Israele e Siria si riferiscono ai rapporti diplomatici, commerciali e militari intercorrenti tra i due paesi; fin dalla costituzione del nuovo Stato ebraico a partire dalla dichiarazione d'indipendenza israeliana le due nazioni confinanti si trovano in una costante situazione bellica. Sono stati combattuti tre grandi conflitti diretti: la guerra arabo-israeliana del 1948, la guerra dei sei giorni (1967) e la guerra del Kippur (1973).
Vi fu uno stato di tensione e belligeranza - seppur indiretto - anche nel corso della guerra d'attrito (1967-1970) e della guerra civile in Libano (1976-1990). Altre volte sono stati messi in atto degli accordi d'armistizio, per quanto temporanei e mai completamente risolutivi. Tentativi diplomatici internazionali e sforzi congiunti si sono verificati di volta in volta per poter raggiungere la pacificazione, senza successo.
La Siria non ha mai riconosciuto il "diritto all'esistenza" di Israele e non accetta il suo passaporto per un eventuale ingresso nel proprio territorio; d'altro canto Israele considera il vicino come uno Stato nemico e nella generalità dei casi vieta ai suoi cittadini di recarvisi. Non vi è stata alcuna relazione diplomatica tra le due nazioni sin da momento della creazione di entrambi nella prima metà del XX secolo.
Non vi è praticamente nessun legame economico e/o culturale ed il movimento di persone oltreconfine da entrambe le parti rimane pertanto sempre assai limitato. La Siria continua ad essere un partecipante attivo al boicottaggio della Lega Araba contro Israele; viene consentito solamente un commercio limitato di mele da destinare ai villaggi dei Drusi insediati nelle alture del Golan, situati su entrambi i lati della linea di cessate il fuoco.
Il paese arabo infine fornisce all'incirca il 10% delle risorse idriche a favore della cittadina di Majdal Shams posta immediatamente a ridosso del confine, in quanto parte di un accordo in corso a partire dagli anni 1980. La situazione di sicurezza e pace sui bordi della linea si sono mantenuti assai tesi per tutta la durata della guerra civile siriana la quale ha avuto il suo inizio nel 2011.

## Storia

### Dal 1948 al 1975
A partire dagli accordi per l'armistizio di Rodi del 1949 i rapporti tra Israele e Siria sono stati caratterizzati da lunghi e continuatici periodi di ostilità; colloqui di cessate il fuoco, a volte attraverso l'intermediazione di soggetti internazionali; ed accordi di disimpegno, come l'accordo di disimpegno israelo-siriano del 1974 UNDOF. Prima della Guerra dei sei giorni esplosa nel 1967 le ostilità intermittenti erano incentrate sulle zone smilitarizzate, i problemi derivanti dall'approvvigionamento idrico e dai bombardamenti ed infiltrazioni della guerriglia provenienti dalle alture del Golan.
Sin dal termine del conflitto il "focus" dei negoziati è stato quello di "terra contro pace", in particolare una richiesta che Israele restituisca le alture del Golan in Siria insieme al riconoscimento siriano di Israele e alla creazione di relazioni pacifiche con esso, come previsto nella risoluzione 242 del Consiglio di sicurezza delle Nazioni Unite. Eppure, nei colloqui siriano-israeliani mediati dalla presidenza di Bill Clinton durante il decennio 1990, la Siria ha chiesto che il futuro ritiro israeliano sarebbe stato alle "Linee del 4 giugno 1967", cioè ad Ovest dell'ex confine del Mandato britannico della Palestina con la nazione siriana.
Lo Stato arabo tentò di recuperare le alture del Golan nel corso della guerra del Kippur, ma non ottenne alcun successo, recuperando solo una piccola parte di esso nel succitato "accordo di disimpegno", mentre si impegnava invece a distanziare la sua forza armata più ad Est rispetto alle posizioni che avevano assunto nel 1967-1973.

### Dal 1982 al 1985
Nel 1982 Israele invase il Libano per cacciarvi dal territorio le forze dell'Organizzazione per la Liberazione della Palestina. La Siria inviò sia una forza armata terrestre che unità militare aerea per poter assistere i civili, ma questi sono stati in gran parte inviati e diretti dagli israeliani. La Siria ha continuato a sostenere la milizia libanese, portando infine al completo ritiro israeliano avvenuto nel 2000.

### Anni 1990
I primi colloqui pubblici di alto livello finalizzati ad una risoluzione permanente del conflitto tra Israele e Siria si sono svolti durante e subito dopo la multilaterale Conferenza di Madrid del 1991. Durante l'intero decennio 1990 diversi governi israeliani hanno negoziato delle offerte di pace con il presidente della Siria Hafiz al-Asad. Mentre dei progressi seri sono stati fatti, non hanno però avuto molto successo.

### Dal 2000 al 2005
Alti livelli di ostilità nel corso degli anni 2000 inclusero l'"attacco aereo Ain es Saheb" (una missione dell'Heyl Ha'Avir, l'Aeronautica militare israeliana, diretta contro i militanti palestinesi insediatisi all'interno della Siria) nel 2003 e l'Operazione Orchard (una missione aerea di commando volta contro il presunto programma nucleare della Siria) nel 2007.

### Dal 2006 al 2010
Durante la guerra del Libano (2006) la Siria ha minacciato di entrare in stato di belligeranza schierandosi dalla parte di Hezbollah, gli ha fornito un sostegno attivo e ha permesso all'Iran di inviargli rifornimenti attraverso il suo territorio. Più tardi la Turchia organizzò dei colloqui di pace tra i due paesi, ma in seguito la Siria si ritirò in risposta all'Operazione Piombo fuso del 2008-09.
L'operazione svoltasi nel settembre 2007 dalla forze aeree dello Stato ebraico ha distrutto un impianto che Israele ha affermato essere un sito di energia nucleare nella regione del Governatorato di Deir el-Zor.
Nel 2010 il presidente siriano Bashar al-Assad ha accusato Israele di voler a tutti i costi evitare la pace, mentre il suo ministro degli esteri Walid al-Mouallem ha avvertito che, in caso di una futura guerra, le città israeliane sarebbero state prese di mira dai missili siriani.
Il ministro degli Esteri israeliano Avigdor Lieberman ha risposto dicendo che l'esercito siriano sarebbe stato senza alcun dubbio sconfitto in un conflitto contro Israele e che Assad e la sua famiglia sarebbero stati costretti a abbandonare il potere. Lieberman inoltre consigliò alla Siria di abbandonare la richiesta di restituzione delle Alture del Golan.
Per diversi mesi, nel 2010, il primo ministro di Israele Benjamin Netanyahu si è impegnato in discussioni segrete con la Siria tramite degli intermediari statunitensi.

### Dal 2011 in poi
Diversi e più o meno gravi incidenti si sono verificati sulla linea del cessate il fuoco da parte di entrambi i contendenti nel corso della guerra civile siriana, mettendo molte volte a dura prova la già assai precaria situazione di pace.
Essi vengono considerati essere una conseguenza diretta degli scontri avvenuti nel Governatorato di Quneitra dal 2012 con i successivi incidenti tra le forze armate siriane e l'esercito siriano libero di opposizione in corso sulla parte siriana del Golan e nella zona parzialmente neutrale; con l'aggravante del coinvolgimento di Hezbollah nella guerra civile siriana. Iniziati verso la fine del 2012, a metà del 2014 un civile israeliano è rimasto ucciso e almeno 4 soldati feriti.
Dall'altro lato si stima che una decina di militari siano rimasti vittime degli scontri a fuoco; così come due militanti non identificati che hanno tentato di penetrare nella parte occupata da Israele partendo proprio dalle alture del Golan.
L'11 maggio del 2018 Israele ha esortato la Siria a ridurre il livello di presenza iraniana nel paese, con il ministro della Difesa Avigdor Lieberman il quale ha dichiarato: ""Caccia gli iraniani, Qasem Soleimani e la forza Quds fuori dal tuo paese! Ti stanno solo facendo del male, la loro presenza non porta ad altro che a nuovi problemi e ulteriore distruzione".
Il 10 luglio seguente lo stesso Lieberman non ha escluso del tutto a priori a possibilità di stabilire un "qualche tipo di rapporto" con la Siria sotto Assad; appena il giorno dopo Benjamin Netanyahu ha affermato che Israele non stava cercando di agire contro Assad, ma ha rinnovato l'invito alla Russia di facilitare il ritiro delle truppe iraniane dalla Siria.
Il 2 agosto del 2018 Lieberman dichiara la sua convinzione che le truppe siriane stiano riguadagnando il controllo del confine con Israele e che avrebbero quindi anche ridotto le probabilità di conflitto aperto nelle alture del Golan fornendo "un vero indirizzo, qualcuno responsabile ed un governo centrale".

## Relazioni economiche
A partire dal 2004 Israele ha un'esportazione di mele in Siria attraverso il passo di Quneitra; nel 2010 circa 10.000 tonnellate di frutta coltivata dai contadini Drusi di Israele sulle alture del Golan sono state inviate oltre confine. 
Il ministro delle comunicazioni israeliano Ayoob Kara ha richiesto nel 2017 il raggiungimento di un accordo con il vicino per la fornitura di acqua potabile ai centri urbani e ai villaggi delle alture. Il 10% dell'acqua che giunge nella città Drusa di Majdal Shams viene fornita dalla Siria, direttamente dalla sorgente di "Ein al-Toufah": questo accordo è in vigore dalla seconda metà degli anni 1980.

## Turismo e scambi culturali
Nel 2010 il governo di Israele ha dato la propria autorizzazione per permettere un pellegrinaggio in Siria ad un gruppo di 300 Drusi in possesso della cittadinanza israeliana interessati a visitare i siti religiosi oltreconfine, ottenendo il benestare e via libera anche da parte siriana.
Nel 2016 un gruppo di danzatori Drusi di Israele provenienti da 5 villaggi è stato inviato ad Aleppo per poter esibirsi in una competizione dabka.
Ai civili viene permesso di attraversare il confine a Quneitra per motivi di studio all'università e per poter contrarre matrimonio; i cittadini siriani del Golan hanno il diritto a lezioni gratuite, libri ed alloggio. Infine a partire dal 1993 67 spose siriane hanno attraversato le alture per dirigersi in Israele, mentre in 11 hanno percorso la via inversa..